# خالد باشا العون
خالد باشا بن عبد اللطيف العون (؟ - 14 شوال 1325 هـ) أحد وجهاء بلدة الزبير، جنوب العراق، وشيخ الزبير حين كانت ناحية تابعة لولاية البصرة، صار شيخاً للزبير سنة 1314 هـ، إلى 1332 هـ(2) الموافقة 1896 إلى 1913 الميلادية رحلَ خالد العون إلى إسطنبول لدراسة الحربية والحقوق، ثم حصلَ على لقب الباشوية، وفي سنة 1314 الهجرية قُتلَ عبد الله بن أحمد بن بطاح غدراً وكان المتهم بقتله عبد الله بن إبراهيم الراشد فاشتكى أهلُ الزبير إلى متسلّم البصرة(1) علَى عبد الله بن إبراهيم، فعزلَ متسلّمُ البصرة عبدَ الله عن المشيخة بالزبير وعيّنَ مكانه خالد باشا بن عبد اللطيف العون، ثم اغتيل خالد العون في البصرة في الشارع المؤدي إلى جامع أبو منارتين.

## أسرته
كان أبو خالد عبد اللطيف العون شيخاً للزبير وأصله من بلدة حرمة، من عشيرة آل مدلج من عنزة، قال رضا ناصر حسين في كتابه (قبيلة عنزة تاريخها، رجالاتها، أنسابها، في العراق والجزيرة) "ومنهم العون من المدلج من الحسنة من المنابهة من قبيلة عنزة ، تسكن الزبير ومغيرا"، صار عبد اللطيف شيخاً سنة 1289 هـ، واعتقله أشرف باشا والي البصرة سنة 1291 هـ، فمكث في السجن حتى سنة 1875م/1292 هـ حين أَطلقَ سراحَه ناصرٌ السعدون والي البصرة وتوفي عبد اللطيف سنة 1292 هـ وزوجة خالد هي حصة السعدون أخت سعدون باشا المنصور السعدون، رئيس عشائر المنتفق بالعراق، توفيت حصة زوجة خالد قبل مقتله بسنة، فتزوج خالد أختها فطوم، وماتت فطوم بعد مقتل خالد بقليل، ولخالد ابنان توأمان كانا رضيعين حين مقتله، اسمهما بدر وبندر، ربّاهما محمد المشري وجاسم العماني حتى بلغ الطفلان سبع سنين، فأخذهما وكيل أيتام البصرة حتى بلغا رشدهما فدفع لهما مالهما وتزوج الابنان، وكان لخالد العون أخت اسمها منيرة، تبرّعت بأرض بُنيَت عليها مدرسة النجاة الأهلية بالزبير.

## في الدولة العثمانية
قُتل محمدٌ آغا مديرُ ناحية الزبير سنة 1886م، وشهد في تلك القضية خالد العون في بغداد لصالح شيخ الزبير إبراهيم الزهير، وصار خالد شيخاً للزبير سنة 1314 هـ إذ عيّنه والي البصرة محمد أنيس باشا، ومنحته الحكومة العثمانية رتبة باشا،  ثم رتبة ميرميران،  كانت الحكومة العثمانية تمنع تجارة السلاح، وكان خالد يأخذ رسوماً على كل قافلة تتاجر بالسلاح وكان يطرد من الزبير كلَّ من يبلغ عنه السلطة العثمانية.

## المدرسة الرشدية
افتتحت الحكومة العثمانية مدرسة رشدية بالزبير بعد اقتراح من خالد العون.

## وساطته
توسّطَ خالد العون بين مبارك الصباح شيخ الكويت، وعبد العزيز الرشيد أمير إمارة آل رشيد، في شوال سنة 1323 هـ/1905 م، بالكويت.

## الهوامش
- «1»:المتسلّم منصب في الحكم العثماني، معناه الناب عن الوالي في أثناء غيابه.[17]
- «2»:قال عبد الله بن إبراهيم الغملاس في كتابه تاريخ الزبير والبصرة "قُتلَ خالد باشا في شوال سنة 1325".[2]